# 斑点梅绵鳚
斑点梅绵鳚（學名：Maynea puncta），為輻鰭魚綱鱸形目绵鳚亞目绵鳚科的其中一種，分布於西南大西洋區的阿根廷及福克蘭群島海域，屬底棲性魚類，體長可達28.2公分。